# Cardioperla incerta
Cardioperla incerta är en bäcksländeart som beskrevs av Hynes 1982. Cardioperla incerta ingår i släktet Cardioperla och familjen Gripopterygidae. Inga underarter finns listade i Catalogue of Life.